# Oxalis ferae
Oxalis ferae är en harsyreväxtart som beskrevs av L.Llorens, Gil & C.Cardona. Oxalis ferae ingår i släktet oxalisar, och familjen harsyreväxter. Inga underarter finns listade i Catalogue of Life.